# Ричмонд, Иан
Иан Ричмонд (англ. Ian Archibald Richmond; 10.05.1902, Рочдейл, Англия — 05.10.1965) — британский археолог.
Имел брата-близнеца.
С 1920 года учился в оксфордском Корпус-Кристи-колледже, который окончил. Затем два году учился в Британской школе в Риме.
С 1926 года преподавал в Университете Квинс в Белфасте.
В 1930—1932 годах директор Британской школы в Риме.
С 1935 года преподаватель в Кингс-колледже Даремского университета, с 1950 года профессор.
В 1956—1965 годах оксфордский профессор археологии Римской империи, первый в этой должности.
В 1959—1964 годах директор Лондонского общества антикваров.
Участник археологических раскопок.
Член Лондонского общества антикваров (1931). Член Британской акад. (1947). CBE (1958). В 1964 году посвящён в рыцари.
С 1938 года был женат, сын и дочь.
Труды
- Roman Britain (1955)